# Bega Grup
BEGA este un grup de firme din România, creat de oamenii de afaceri Marius și Emil Cristescu. BEGA investește preponderent în economia românească, activitatea grupului desfășurându-se în diverse domenii: tehnologie, imobiliare, hoteluri și resorturi, foraj petrolier, minerale industriale, materiale de construcții și utilaje industriale.
Foraj Sonde Craiova, parte din grupul BEGA este o companie cu o experiență de peste 60 de ani în industria de petrol și gaze, cu activitate internațională în 23 de țări, printre care Rusia, Algeria, India, Grecia, Kuweit, Iordania, Ecuador, Cuba, Iraq și Venezuela. Compania este dotată cu echipamente de ultimă generație și asigură servicii de forare, reforare, forare direcțională, înlocuirea, repararea și demontarea sondelor, cimentarea puțurilor, pomparea, astuparea și abandonarea sondelor, probe pentru punerea în producție a sondelor ș.a.
BEGA MINERALE INDUSTRIALE este cel mai mare producător din România de minerale industriale: nisipuri cuarțoase, argile plastice și refractare, micronizate de siliciu și feldspat, talc, bentonite. Prin activitatea sa, compania protejează mediul, valorificând resursele pentru viitor printr-o tehnologie similară celei folosite la nivel internațional și oferind produse de calitate la standarde europene.
BEGA deține Parcul industrial Faur, cel mai mare parc industrial din București, unde își desfășoară activitatea aproximativ 200 de firme.
BEGA dezvoltă rețeaua de centre comerciale BEGA amplasate în cartierele orașului Timișoara, aproape de locuitorii acestuia. Centrele comerciale BEGA vin în întâmpinarea celor mai diverse nevoi cotidiene printr-o ofertă de servicii variată. În prezent, funcționează BEGA Center, BEGA Circumvalațiunii, BEGA Buziașului, iar rețeaua se dezvoltă în continuare în Timișoara și în București.
BEGA a construit în Timișoara două ansambluri de birouri: Optica Business Center și Bega Business Center, care s-au remarcat în timp pe piața locală ale cărei exigențe au crescut odată cu dezvoltarea economică a orașului.
BEGA deține în portofoliul său cel mai mare hotel din Timișoara, situat în centrul istoric al orașului. Hotelul Timișoara vine în întâmpinarea clienților cu o gamă variată de servicii, pune la dispoziția publicului săli de conferințe și servicii de organizare de evenimente. Începând cu anul 2021, în vecinătatea hotelului, s-a deschis Timișoara Convention Center (TmCC), un centru cultural multifuncțional, într-o construcție arhitecturală inovatoare. TmCC găzduiește o impresionantă sală de conferințe, cu capacitate de 1000 de locuri, spații de evenimente și expoziții și o terasă la înălțime, de pe care se poate admira centrul vechi al orașului.
În anul 2010, BEGA a deschis cel mai mare parc tematic din România, Arsenal Park, situat în Orăștie, într-o pădure de foioase de 88 de hectare. O întindere pe care poți experimenta cele mai diverse aventuri, într-o excursie de o zi sau într-o vacanță de o săptămână. Gândit ca un sat de vacanță, Arsenal Park poate deveni un spațiu în care poți petrece timp de calitate, un loc pentru distracții, dar și un spațiu profesional de relaxare datorită posibilității de a organiza team buildinguri. Cu o capacitate de cazare de 230 locuri și cu restaurant propriu, Arsenal Park Orăștie oferă numeroase servicii și posibilitatea organizării unei vacanțe complexe: Aqua Park, parc de aventura cu traseu cu tiroliene, archery tag, biciclete și scootere electrice, treasure hunt, paintball, airsoft, terenuri de sport, patinoar, minigolf săli de conferință, amfiteatru în aer liber, obiective turistice apropiate.
Activitatea BEGA este completată de proiectele sociale ale Fundației Bega Arhivat în 27 februarie 2021, la Wayback Machine. care  are în vedere elaborarea și implementarea de activități umanitare, culturale, educaționale și editoriale, cu impact asupra mediului urban. Unul dintre cele mai importante proiecte desfășurate de Fundație este campania Verde pentru biciclete Arhivat în 27 februarie 2021, la Wayback Machine., care începând cu 2008 încurajează mersul pe bicicletă în comunitatea locală, contribuind astfel la reducerea poluării și la încurajarea comunității pentru un stil de viață activ și sănătos.
Dacă Fundația Bega activează cu precădere în zona proiectelor umanitare, Kunsthalle Bega își desfășoară activitatea integral în zona proiectelor artistice, susținând activ promovarea artei contemporane și, în mod special, a artiștilor emergenți. Spațiu de expoziții inaugurat în 2019, Kunsthalle Bega propune un program artistic amplu, structurat în două sezoane expoziționale anuale. Kunsthalle Bega acordă anual Bega ArtPrize, premiul oferit împreună cu un juriu de specialitate unui curator român activ în țară sau în străinătate.